# Scaevola nitida
Scaevola nitida är en tvåhjärtbladig växtart som beskrevs av Robert Brown. Scaevola nitida ingår i släktet Scaevola och familjen Goodeniaceae. Inga underarter finns listade i Catalogue of Life.